# Palmela (DOC)
Pour la municipalité, voir Palmela.
Le palmela est une appellation d'origine (DOC) portugaise produite dans le terroir viticole de Palmela, sur les concelhos de Montijo, Palmela, Setúbal et sur une partie de celui de Sesimbra.

## Géographie
Ce vignoble est situé près de l'estuaire de la Tage, au sud-est de Lisbonne. 

## Types de vin
Ses vins peuvent être rouge, blanc, rosé, ou vinifié en mousseux ou vin doux naturel. 

## Encépagement
Les cépages pour les rouges et les rosés sont : Castelão, Alfrocheiro, Bastardo, Cabernet Sauvignon et Trincadeira (ou Tinta amarela). Pour les blancs : Arinto (Pedernã), Fernão Pires (Maria Gomes), Moscatel galego branco, Moscatel graúdo, Moscatel roxo, Rabo de Ovelha, Síria (ou Roupeiro), Tamarez et Vital.